# Metropolitan Borough of Wirral
Wirral ist ein Metropolitan Borough im Metropolitan County Merseyside in England, der nach der Halbinsel The Wirral benannt ist. Der Borough umfasst die nördliche Hälfte dieser Halbinsel und liegt am River Mersey gegenüber von Liverpool. An der Nordseite wird er durch die Irische See begrenzt. Verwaltungssitz ist die Stadt Wallasey. Zum Bezirk gehören außerdem die Orte Bebington, Bidston, Birkenhead, Heswall, Hoylake, New Brighton und West Kirby.
Die Reorganisation der Grenzen und der Kompetenzen der lokalen Behörden führte 1974 zur Bildung des Metropolitan Borough. Fusioniert wurden dabei die County Boroughs von Birkenhead und Wallesey, der Municipal Borough von Bebington und die Urban Districts von Hoylake und Wirral. Diese Gebietskörperschaften gehörten zuvor zur Grafschaft Cheshire.
1986 wurde Wirral faktisch eine Unitary Authority, als die Zentralregierung die übergeordnete Verwaltung der Grafschaft auflöste. Wirral blieb für zeremonielle Zwecke Teil von Merseyside, wie auch für einzelne übergeordnete Aufgaben wie Polizei, Feuerwehr und öffentlicher Verkehr.

## Städtepartnerschaften
- Gennevilliers in Frankreich
- Lorient in Frankreich
- Midland, Texas in den USA